# Ford LCF
Der Frontlenker Verteiler Lkw Ford LCF wurde ab 2004 als Nachfolger des Ford Cargo in Nordamerika angeboten. Der LCF war das Ergebnis eines Joint Venture zwischen Ford und Navistar, welche ihr Modell als Navistar CF vermarkteten. Beide Fahrzeuge wurden in einem Navistar Werk in Mexiko produzierte. Die Fahrerkabine stammte vom Mazda Titan der 4. Generation.
Angetrieben wurden beide Fahrzeuge von einem 4,5-Liter V6 Common-Rail Dieselmotor von Navistar mit 147 kW (200 PS) und 600 Nm Drehmoment angetrieben, mit einem 5-Stufen Automatikgetriebe beim Ford LCF. Darüber rangierte ein 7,8 Liter Cummins Common-Rail Dieselmotor, gekoppelt mit einem 10-Gang Splitgetriebe. Fünf verschiedene Radstände von 2,9 bis 4,7 Meter und drei Gewichtsklassen: 7300, 8200 und 8500 Kilogramm, wurden angeboten.
Durch den Verkauf der schweren Ford Lkw-Sparte an Freightliner endete die Produktion des Ford LCF 2009 ohne Nachfolger.